# Суитзерленд (округ)
Суи́тзерленд (англ. Switzerland County) — округ в штате Индиана, США. Официально образован в 1814 году. По состоянию на 2010 год, численность населения составляла 10 613 человек.

## История
В 1787 году специальным актом Конгресса США была образована Северо-Западная территория, которая включала территорию современной Индианы. В 1800 году Конгресс отделил Огайо от Северо-Западной территории, обозначив остальную часть земли как Территорию Индианы. Президент Томас Джефферсон назначил первым губернатором территории Уильяма Генри Гаррисона, а Винсенс стал столицей нового территориального образования. После отделения Территории Мичиган и образования Территории Иллинойс Индиана была сокращена до её нынешних размеров и географии. К декабрю 1816 года Территория Индианы была принята в Союз в качестве штата.
Начиная с 1794 года, права коренных американцев на земли Индианы были аннулированы путем узурпации, покупки или войны. Соединённые Штаты приобрели землю у коренных американцев по договору Форт-Уэйна 1809 года, а по договору Сент-Мэрис в 1818 году для заселения была приобретена юго-восточная часть территории Индианы.
Территория, включённая в современный округ Суитзерленд, первоначально была частью округа Нокс, образованного в 1790 году. В дальнейшем, из этого чрезвычайно большого округа в 1803 году был выделен округ Дирборн, а в 1810 году — округ Джефферсон. Крайняя юго-восточная часть территории Индианы стала активно заселяться начиная с 1795 года и к 1814 году там было достаточно населения, чтобы сформировать местный орган управления. В результате, законодательный орган штата выделил части округов Дирборн и Джефферсон, чтобы создать с 1 октября 1814 года округ Суитзерленд. На статус административного нового округа претендовали четыре молодых поселения: Вивей, Литл-Йорк (современный Флоренс), Трой (современный Патриот) и Сентер-Скуэр. Сентер-Скуэр, как расположенный ближе всех к географическому центру округа, был предполагаемым местом для размещения окружной администрации, но в итоге победу одержал Вивей, основанный швейцарскими иммигрантами в 1813 году и названный в честь швейцарского города Веве.
Среди первых поселенцев многие были родом из Швейцарии. Первым из них, вероятно, был Хиткот Пикетт, прибывший в эти места ещё в 1795 году. За ним последовали Джон Джеймс Дюфур в 1796 году и семьи Дикасон, Коттон и Рэйл в 1798 году. Пикетт также построил первые в этом районе плоскодонные лодки; он сплавлял их (нагруженные товарами на продажу) в Новый Орлеан и продавал весь груз, а затем возвращался в Суитзерленд по суши. Пикетт совершил 20 таких поездок. В 1811 году по реке Огайо прошёл первый пароход; этот вид транспорта быстро превратил реку в важный речной путь для торговли и путешествий, способствуя росту округа. В дальнейшем, рост округа замедлился. Несмотря на что в XIX веке в Индиане, как и по всем США, активно строились железные дороги, ни одна из них не была проложена до округа Суитзерленд, что препятствовало его росту после упадка пароходных перевозок.
Промышленное производство винограда в округе Суитзерленд дало этому региону неофициальное название «Рейнская область Америки».

## География
Округ Суитзерленд расположен на юго-восточной оконечности Индианы, его юго-восточная граница определяется рекой Огайо, на противоположном берегу которой находится штат Кентукки. Холмистые склоны Суитзерленда изначально были полностью покрыты лесом. С тех пор более ровные участки были расчищены для сельскохозяйственного или городского использования, но многочисленные водостоки всё ещё покрыты лесом. Самая высокая точка округа (299 метров над уровнем моря) — холм в северо-западном квадранте, в 1,1 км к западу от Эйвонберга.
По данным Бюро переписи США (2010), общая площадь округа равняется 578,710 км², из которых 571,432 км² (98,74 %) — суша и 7,278 км² (1,26 %) — водоёмы.

### Соседние округа
- округ Огайо — север
- округ Бун (Кентукки) — северо-восток
- округ Галлатин (Кентукки) — восток
- округ Карролл (Кентукки) — юг
- округ Джефферсон — запад
- округ Рипли — северо-запад

### Города
- Вивей — основан в 1813 году, население — 1741 человек (2020), столица округа.
- Патриот[англ.] — основан в 1812 году, население — 201 человек (2020).

## Климат
Климат в этой области характеризуется жарким влажным летом и, как правило, мягкой или прохладной зимой. Согласно системе классификации климатов Кёппена, в Суитзерленде преимущественно влажный субтропический климат, сокращенно обозначаемый аббревиатурой «Cfa» на климатических картах.
В последние годы средние температуры в Вивее колебались от минимума в −5 °C (23 °F) в январе до максимума в 31 °C (88 °F) в июле. Рекордно низкий показатель в −31 °C (−24 °F) был зафиксирован в январе 1977 года, а рекордно высокий показатель в 41 °C (106 °F) — в июле 1999 года. Среднемесячное количество осадков колебалось от 3,00 дюймов (76 мм) в феврале до 4,72 дюймов (120 мм) в мае.

## Население
По данным переписи населения 2000 года в округе проживает 9 065 жителей в составе 3 435 домашних хозяйств и 2 538 семей. Плотность населения составляет 16,00 человек на км2. На территории округа насчитывается 4 226 жилых строений, при плотности застройки около 7,00-ми строений на км2. Расовый состав населения: белые — 98,78 %, афроамериканцы — 0,23 %, коренные американцы (индейцы) — 0,15 %, азиаты — 0,09 %, гавайцы — 0,01 %, представители других рас — 0,31 %, представители двух или более рас — 0,43 %. Испаноязычные составляли 0,86 % населения независимо от расы.
В составе 33,00 % из общего числа домашних хозяйств проживают дети в возрасте до 18 лет, 58,70 % домашних хозяйств представляют собой супружеские пары проживающие вместе, 10,20 % домашних хозяйств представляют собой одиноких женщин без супруга, 26,10 % домашних хозяйств не имеют отношения к семьям, 21,70 % домашних хозяйств состоят из одного человека, 9,20 % домашних хозяйств состоят из престарелых (65 лет и старше), проживающих в одиночестве. Средний размер домашнего хозяйства составляет 2,61 человека, и средний размер семьи 3,03 человека.
Возрастной состав округа: 26,30 % моложе 18 лет, 8,50 % от 18 до 24, 28,00 % от 25 до 44, 24,60 % от 45 до 64 и 24,60 % от 65 и старше. Средний возраст жителя округа 37 лет. На каждые 100 женщин приходится 101,70 мужчин. На каждые 100 женщин старше 18 лет приходится 99,20 мужчин.
Средний доход на домохозяйство в округе составлял 37 092 USD, на семью — 41 395 USD. Среднестатистический заработок мужчины был 30 197 USD против 21 324 USD для женщины. Доход на душу населения составлял 17 466 USD. Около 10,60 % семей и 13,90 % общего населения находились ниже черты бедности, в том числе — 20,40 % молодежи (тех, кому ещё не исполнилось 18 лет) и 9,80 % тех, кому было уже больше 65 лет.